# Johann Kaspar Horner
Johann Kaspar Horner (Zürich, 1774. március 12. – Zürich, 1834. november 3.) svájci matematikus és csillagász.

## Élete
Papi pályára készült, de később Göttingenben csillagászati tanulmányokat folytatott. Orosz szolgálatba lépvén, három évig egy földkörüli utazásban vett részt és utána még két évig gyűjteményeinek rendezésével volt elfoglalva Szentpétervárott, ahonnan 1809-ben magas kitüntetésekkel tért vissza szülővárosába. Felállított egy módszert felsőbbfokú egyenletek gyökeinek megközelítésére, megírta az Über die Curven zweiten Grades, a Die fünf regelmässigen Körper és számos más csillagászati munkát.